# کلود میلر
کلود میلر (فرانسوی: Claude Miller‎؛ ۲۰ فوریهٔ ۱۹۴۲ – ۴ آوریل ۲۰۱۲) کارگردان، تهیه‌کننده و فیلم‌نامه‌نویس اهل فرانسه بود.
از فیلم‌ها یا برنامه‌های تلویزیونی که وی در آن نقش داشته است، می‌توان به دو سه چیزی که از او می‌دانم، روز به جای شب و سفر گروهی اشاره کرد.